# Lands of Lore (serie)
Lands of Lore o LoL es una serie de videojuegos de rol producidos por Westwood Studios y publicados por Virgin Interactive. Lands of Lore sigue la tradición de Dungeon Master, pero introducen un argumento basado en escenarios lineales, en lugar de personajes y hazañas.

## Desarrollo
Westwood Studios hizo videojuegos de rol (RPGs) por años, siendo los más famosos Eye of the Beholder 1 y 2. Westwood Studios y SSI tenían diferencias artísticas en la tercera parte de Eye of the Beholder. Sin embargo, Westwood Studios decidió hacer su propio juego de rol sin las restricciones del conjunto de reglas D & D. Sus esfuerzos rindieron frutos en Lands of Lore. Inicialmente, estaba previsto hacer una serie de ocho títulos, pero solo dio lugar a tres.

## Videojuegos
- Lands of Lore: The Throne of Chaos (1993)
- Lands of Lore: Guardians of Destiny (1997)
- Lands of Lore III (1999)

## Ajustes
La historia de los juegos tiene lugar en un mundo de fantasía conocido simplemente como "Las Tierras". El principal ámbito de las Tierras es Gladstone, donde se basan las civilizadas y "buenas" razas.
La historia de las Tierras se divide en seis períodos:
- La primera es "El Desconocido Comienzo" cuando se crearon las Tierras.
- Luego vino "La Edad de Oro", cuando los antiguos recorrían las tierras. No hubo guerras.
- Luego siguió "La Guerra de los Herejes". Los Antiguos cayeron y el Ejército Oscuro se levantó por primera vez. Los Antiguos entonces se convirtió en un mito. En la era después de la desaparición de los Antiguos, un grupo de depredadores Ruloi estableció una fortaleza en las Montañas de la Garra. Ellos fueron capaces de acumular gran parte de la magia antigua que había sido dejado atrás por en las Tierras.
- "Los Tiempos en las Tinieblas" fue el cuarto período de un período de oscuridad. Estados pequeños aparecieron en muchos lugares.
- Después de eso siguió "Las Guerras Raciales". Una gran cantidad de pequeñas guerras no relacionadas entre sí. Algunas razas fueron eliminados y el resultado final fue que las cuatro razas (Humanos, Huline, Dracoids y Thomgog) establecieron el dominio sobre las tierras.
- El presente período se llama "El Origen del Ejército Oscuro".

En "Guardianes del Destino", se hace una breve referencia a Kyragem de The Legend of Kyrandia, mientras que The Legend of Kyrandia Book Two tiene un huevo de Pascua que las cartas escritas por Scotia, alusión a la posibilidad de que ambos juegos de fantasía de Westwood Studios tengan lugar en la misma continuidad.